# Koundara
 (juin 2020).
Si vous disposez d'ouvrages ou d'articles de référence ou si vous connaissez des sites web de qualité traitant du thème abordé ici, merci de compléter l'article en donnant les références utiles à sa vérifiabilité et en les liant à la section « Notes et références ».
Koundara est une ville du nord de la République de Guinée, chef-lieu de la préfecture de Koundara et située à une vingtaine de kilomètres de la frontière sénégalaise.
C'est une bourgade d'environ 20 000 habitants, située sur la principale piste reliant la Guinée au Sénégal (route nationale no 5) entre Bensané et la frontière du Sénégal sur une distance de 105 km du nord au sud, et d'est en ouest entre Termessé et Kandikka (frontière de la Guinée-Bissau) sur une distance de 116 km sur la route nationale no 9.

## Transports

### Transport Aérien
L'aérodrome de  Sambailo est un aéroport desservant la ville de Koundara en Guinée.

## Localisation
Cette préfecture est située dans la partie Nord-Ouest de la République de Guinée. Elle est située entre le 12e degré 29 et 12e degré 09 de latitude nord et entre le 13e degré 18 et le 13e degré 08 de longitude ouest. L'altitude y est de 260 m en moyenne. Elle est limitée au nord par la République du Sénégal, à l’est par la préfecture de Mali, au sud par la préfecture de Gaoual et à l’ouest par la République de Guinée-Bissau.

### Caractéristiques
Elle couvre une superficie de 5 500 km2 pour une population de 106.048 habitants en 2010, soit 20 000 habitants pour la commune urbaine, une densité préfectorale de 17 habitants par km2.
De par son sol, la préfecture est riche en Banco argile, qui contribue à la fertilité du sol favorable à l’agriculture. Koundara est sur une zone pénéplaine recouverte de sable, cuirassée en surface et en profondeur. Son fond est constitué de grès feldspathique et de schistes.

### Climat
Son climat est subsaharien : avec une température parfois qui dépasse les 45 °C en avril et mai, avec une moyenne de 30 °C en août et 15 à 22 °C en décembre et janvier. Le climat est aussi du type tropical, chaud et sec. Il est caractérisé par deux vents dominants : l’harmattan et la mousson : le premier vent venant de l’Est, dessèche le pays après l’hivernage. Il souffle de décembre à mai dans la direction du Est-Ouest tandis que le second souffle de manière imperceptible en mai et juin dans la direction Sud-Ouest et Nord-Est. Ce qui explique une chaleur remarquable après les pluies hivernales. Les pluies sont soumises à un régime irrégulier qui s’étend généralement de juin à novembre le maximum tombant en juillet et août. La moyenne pluviométrique est de 1 000 mm. La pluviométrie oscille entre 1.200 et 1 600 mm par an. La région de Koundara est considérée comme la région la plus chaude et la plus aride du pays. Le taux moyen d’humidité relative est de 60. Ce qui rend la zone particulièrement vulnérable à la suite des changements climatiques en cours (voir rapport ministère des Mines, de la Géologie et de l’Environnement, août 2002).

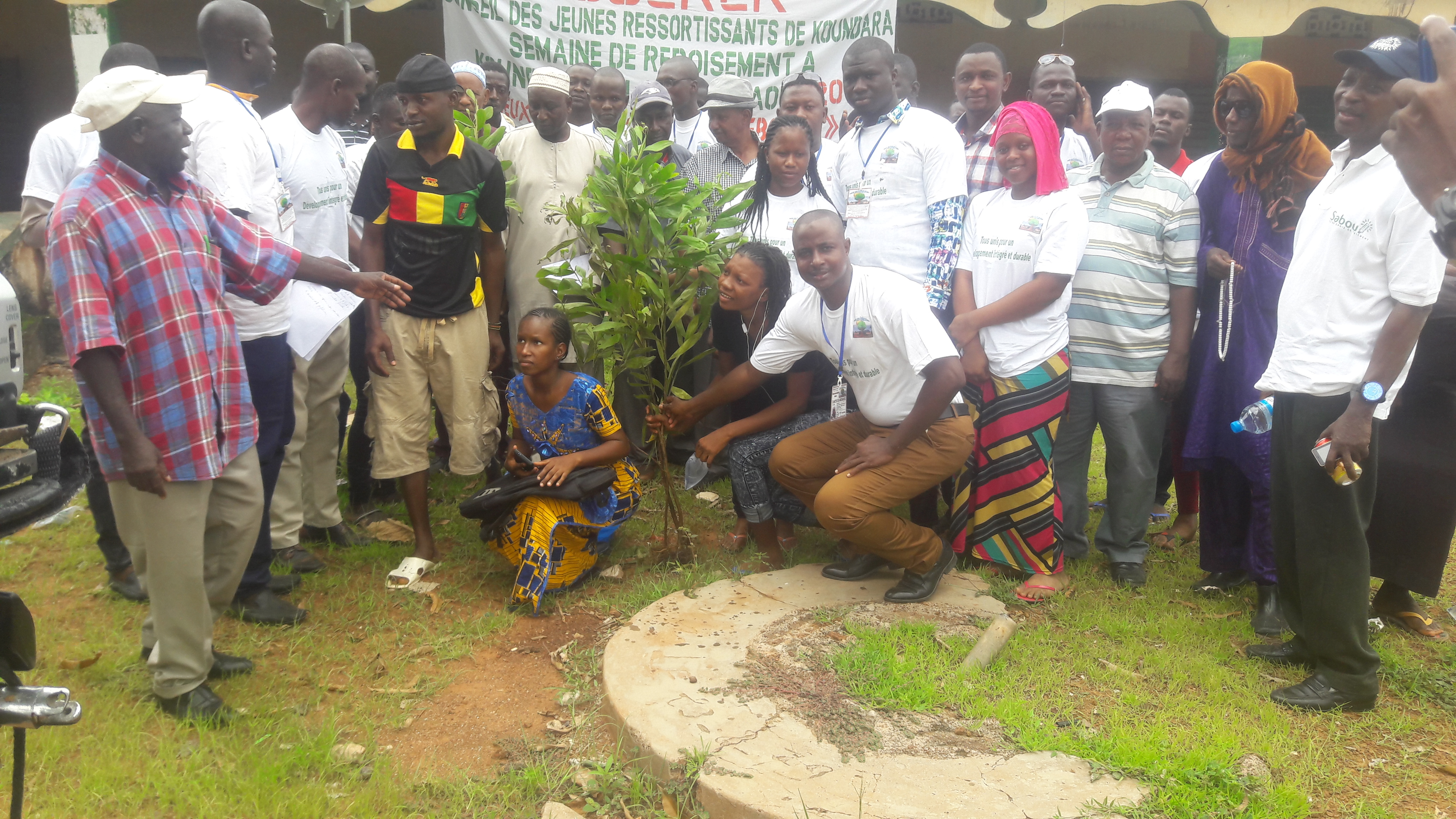
La dynamique de lutte contre le réchauffement climatique à travers une campagne de reboisement d'une association des jeunes de Koundara 2018

### Végétation

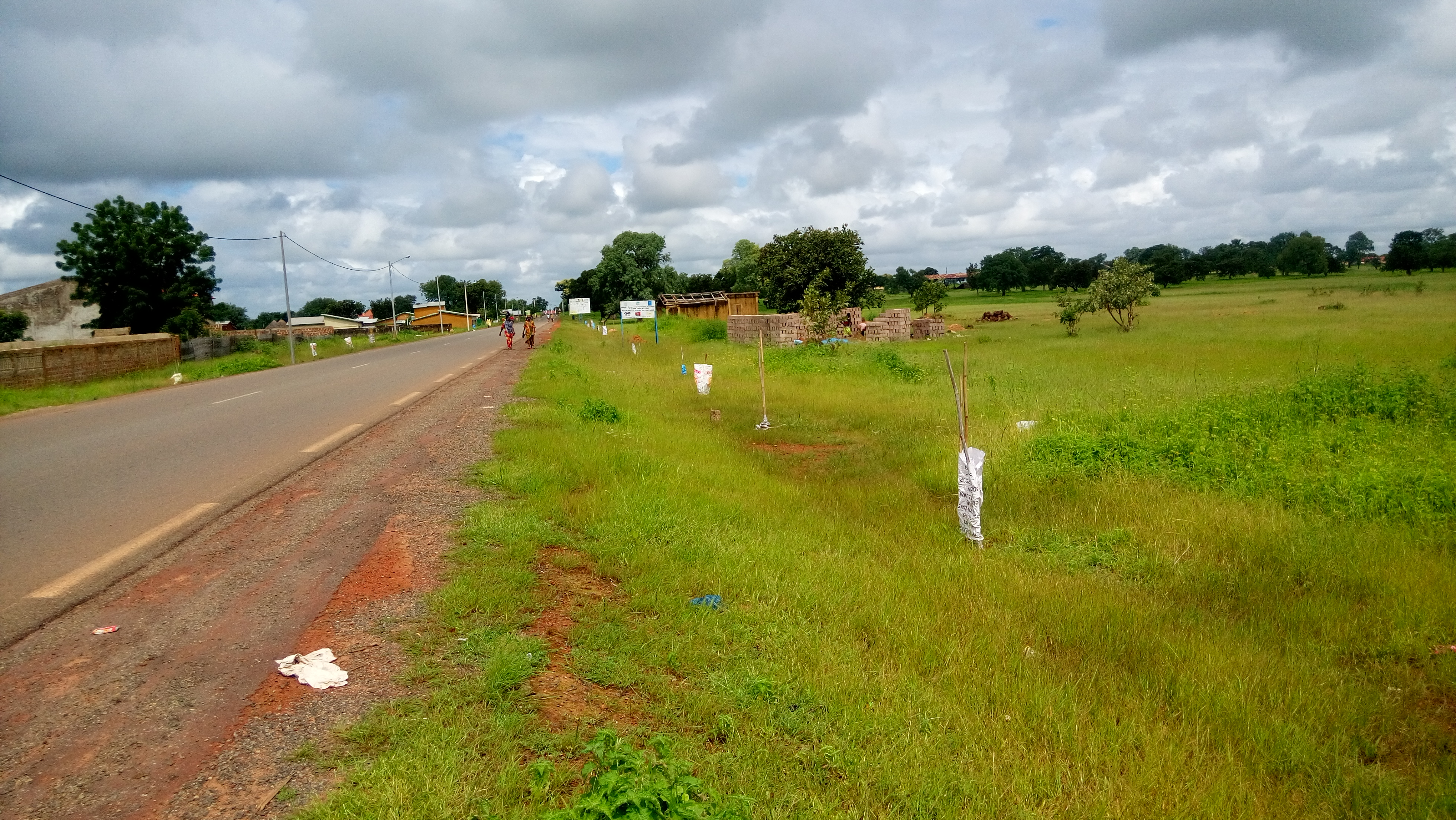
La rentrée de Koundara, à quelques mètres du camp militaire

Son couvert végétal est de type sahélien, le signe végétatif est celui de la savane herbeuse d'un côté et boisée de l'autre, le parc Niokolo Badiar est un milieu naturel abritant des milliers d’animaux qui sont en détresse actuellement à cause la coupe abusive des arbres, le braconnage, le changement climatique et le vol des spécimens. Il est classé dans le type de forêt non classée.

Une végétation qui rappelle les réalités de la zone soudanaise dont elle constitue la transition avec le Fouta Djallon (savane arbustive et savane arborée). Elle est formée par endroit des forêts galeries qui longent les cours d’eau mais aussi de grandes plantations qui tendent à disparaître (Nioronko, Loni, Sewa et Wawa). Il faut le signaler que ces eaux tarissent pendant la saison sèche et s’entrecoupent. L’érosion du sol et l’avancée du désert sont à signaler. 

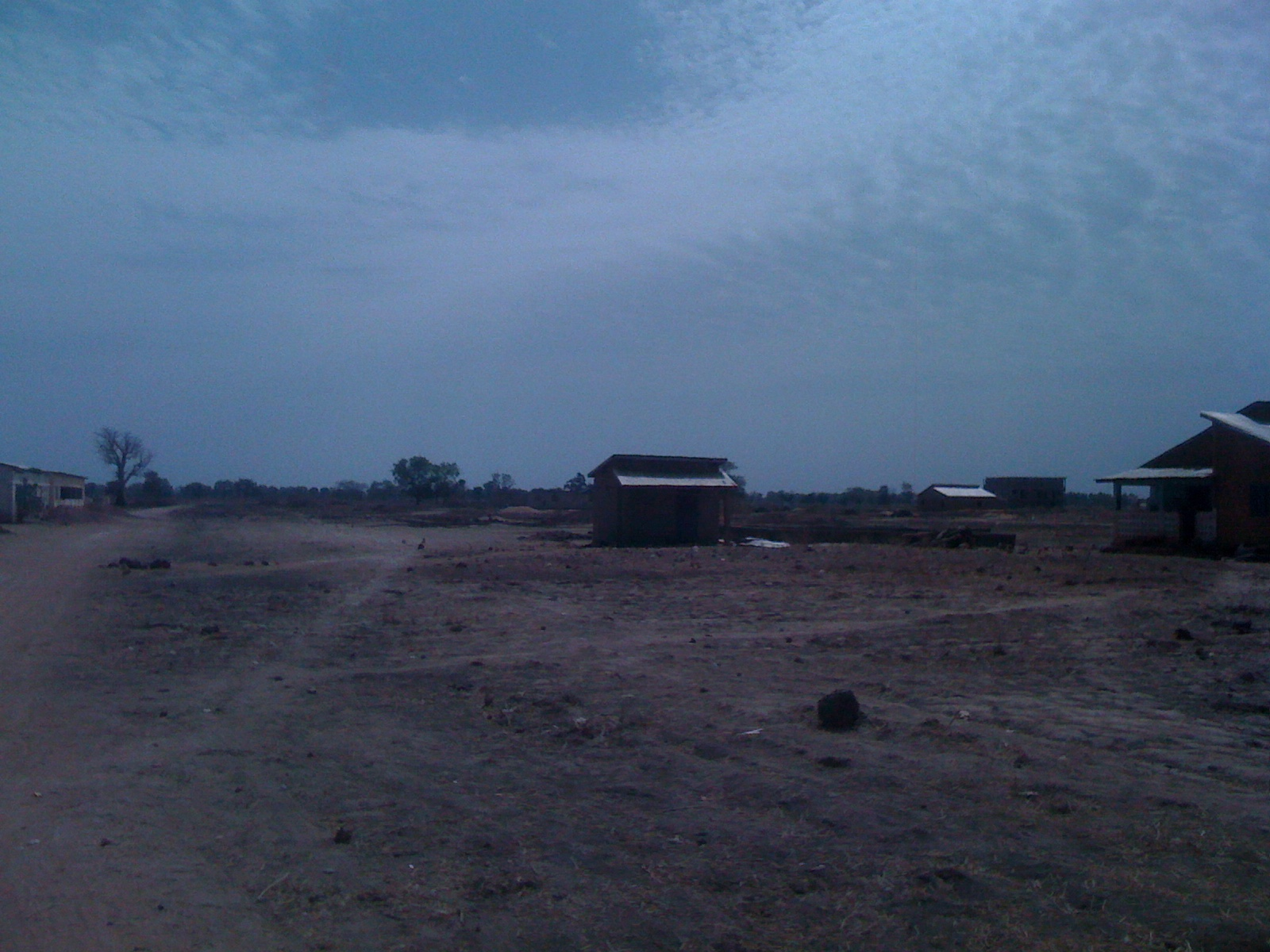
ici se trouvait la mare de King Kong, aujourd'hui ensevelie par une bande de sable lié à l’érosion de la plaine de Hafia, le Nord du quartier Hafia endroit autrefois très propice à la riziculture. Conséquence directe de la sécheresse et du changement climatique.

### Relief
Le relief est peu accidenté (260 m d’altitude en moyenne). Cependant, dans ce vaste territoire uniforme se détache quelques élévations montagneuses comme les monts Ziroun (365 m), mont Tongou (449 m), cocon Tandja (385 m), mont Badiar (505 m).
À part ces montagnes, Koundara présente une diversité de paysages qui constituent bien sur une ressource potentielle touristique, avec l’existence de plateaux, des plaines comme celles de Wanoumou, de Kandayda, de Tabadel, de Kamabi, de Oudaba et de Oulandji. Des Bowés très riches en herbes pour le pâturage, ainsi que des bandes de sable (Sewa, Sinthian, Youkounkou) tout comme des zones de graviers signe de la sécheresse (Guinguan, Termessé).

### Hydrographie
La Préfecture de Koundara se situe entre deux versants fluviaux, celui du bassin versant de la Haute Gambie et celui de Koliba. La préfecture est arrosée par trois cours d’eau :
Le koliba ou Kombat qui reçoit le banané à la limite de Gaoual, le Woulandjiwol venant du Mont Badiar et le Koulountou à l'est qui se perd dans le nord en traversant le parc national du Niokolo Badiar. Toutefois, il faut signaler l’existence d’innombrables marigots qui arrogent la préfecture bien que la plupart soit loin du centre urbain, nous avons entre autres :
Loni : à l’est de la ville en partance vers Youkounkou
Kadjo Diowé : à l’ouest de la ville en partance vers les confins de Sambailo
Pantiankiwol : à l’est de la préfecture.
Wousson : au nord de la préfecture et abrite aujourd’hui le château d’eau de la SEG (Société des Eaux de Guinée).
Wounouwol : au nord de la préfecture et tant d’autres, il y a également des mares comme celle de King-Kong que l’érosion du sol a complètement dominé à l'est de la ville.
Sans oublier aussi les fleuves de petites tailles comme le Thalgwel, Oulandjiwol, Kantoutou, Kalandjo, Doussoussou, Kathiwouro, Danini, Senini, Panini, Mtiyi, Bankoukou, Amban, Kaparabinawol, Dokoual, Kayanga.
Il y a aussi des mares pérennes comme celles de Bataba et d'Akana.

## Cultures
Koundara est l'une des préfectures de la Guinée les plus riches en potentialités culturelles, les cérémonies de la circoncision et de l’excision se faisant pendant la saison des pluies constituent des moments animés dans les contrées de Koundara comme : Youkounkou, Guinguan et Termessé. Les communautés de ces zones sont authentiques à travers les danses folkloriques comme les Gangouran chez les diadiaranka, les diakankés, les mandinko et les loukouta chez les coniagui, les bassaris et les tandas. Ces derniers pendant les grandes pluies de la saison pluvieuse font les grandes fêtes initiatiques appelées Sampathiè, ce qui rend la zone très animée pendant ces périodes.

## Population
À partir d'une extrapolation du recensement de 2014 (RGPH3), la population de Koundara Centre a été estimée à 29 139 personnes.
La préfecture est peuplée principalement de Foulakounda, de Peuls, de Coniaguis, de Bassaris, de Badiarankés, Diakandés, de Mandinkos et de sarakolés. Les langues de ces ethnies y cohabitent, mais les Peuls étant majoritaires dans cette région de Guinée, c'est le poular qui est principalement utilisé.
Les Badiarankés (10 %) sont considérés comme les premiers habitants de la région avant même le XIXe siècle, qui ont donné leur nom à la région « Badiar » au Nord-Ouest de la cité suivi des Foulakoundas (20 %) peuple très civilisé à l’époque qui fonda non pas la contrée badiaroise mais la ville de Koundara. Un éclaircissement important à apporter. Les badiarankés les premiers à s'installer, ce fut généralement derrière la montagne. Tandis que les Foulakoundas venus par la suite ont été les premiers à s'installer au bas de la montagne (Koundara Centre et Sareboido).
À cela s'ajoute ensuite des Bassaris (5 %), des Koniadji (2), des Tanda Boyini, venus du Sénégal et du Mali, ensuite des Soninkés ou Sarakolés ou encore des Markas, puis des Madinka ou Madinko ou Sebbe, venus du Mali et de la Casamance par la suite des Diakankés venant Fouta Djallon et Mali à cause des hostilités et rivalités religieuses entre les deux communautés et enfin les dernières vagues furent les Foutankés ou peulhs ou Foulbés (60 % de la population) au XXe siècle à la suite de leur affaiblissement au Fouta Djallon avec l’arrivée des colons blancs. À cela, on peut ajouter la vague migratoire des Madinka ou Malinké après l’indépendance avec la nouvelle administration politique avec eux les forestiers qui deviennent de plus en plus nombreux dans la préfecture.

### Religion
70 % de la population est musulmane tandis que 15 % est catholique et les autres 15 % sont animistes. Des grandes mosquées ornent encore la ville de Koundara et les sous-préfectures possèdent très peu d'infrastructures religieuses. On dénombre beaucoup d'écoles coraniques dans les villages environnants avec des lettrés très convoités dans la zone. On rencontre plusieurs églises dans la préfecture notamment dans la commune urbaine et celle d'Ourous dans la sous-préfecture de Youkounkou, d'où est d'ailleurs originaire le père Robert Sarah, qui est aujourd'hui cardinal.

### Histoire
Les Koniadjis furent un exemple résistant de la région avec le leader kouré-gnaaki qui dompta les peuples environnants qui marchandaient avec les colons.
Il faut signaler que ce peuple garde encore des traits caractéristiques de sa tradition.

## Administration
La région de Koundara existait depuis des siècles. La colonisation française en fait un arrondissement en 1905 avec Youkounkou comme chef-lieu et qui relevait de la commune de Gaoual. Après l'indépendance, la révolution en a fait un pouvoir révolutionnaire régional ; ainsi Koundara a été érigé en chef-lieu administratif en 1963 remplaçant Youkounkou en transférant l'autorité administrative de Youkounkou vers Koundara. Ce fut plus tard une préfecture avec l'instauration de la déconcentration des pouvoirs publics après les reformes de la république. À la date de sa création en 1963, Koundara regroupait quatre arrondissements. En 1977, ont été créés deux nouveaux arrondissements : Kamabi et Sambaïlo. Aujourd’hui, la préfecture fait partie de la région administrative de Boké, et elle compte une commune urbaine et six communautés rurales de développement (CRD) qui sont devenues de nos jours des communes rurales, à savoir : Guingan, Kamaby, Sambaïlo, Sareboido, Termessé et Youkounkou.
La commune urbaine se décompose en huit districts urbains (Kandaïda, Mamandjoula, Mama-Nayi, Kandaida, Kinssanbougou, TP, Loni et Athiabaly) et quatre quartiers centraux :
- Hafia : quartier résidentiel qui abrite les locaux de l'administration publique, la cité des fonctionnaires, l'ancienne commune urbaine, la maison des jeunes, le stade préfectoral, le centre de lecture, la Société des Eaux de Guinée, l'hôtel de ville, la BICIGUI et la FIbank, l'hôpital préfectoral, cinq écoles primaires et une medersa) la tribune préfectorale et deux stations services. Sans oublier l'établissement de la mission catholique avec une ancienne église dont une bâtisse en chantier aujourd'hui et celui de l'église pentecôtiste.
- Mosquée : quartier populaire de la ville de Koundara, qui abrite la grande mosquée de la préfecture, le grand marché, la place publique ou place de l'Indépendance, la gare routière principale, le siège de la gendarmerie et celui du commissariat central (qui aujourd'hui a été déplacé au quartier Hafia) la nouvelle commune urbaine, une école primaire, une station service, une fontaine solaire.

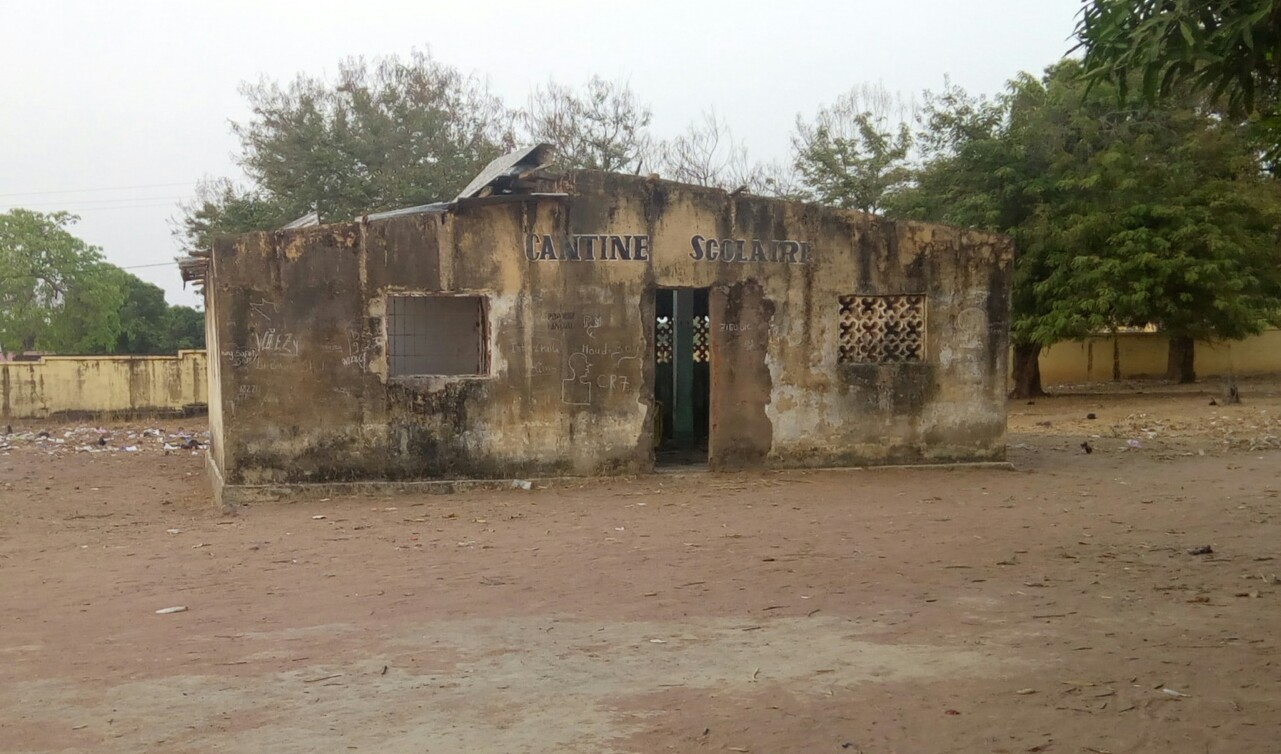
Cette image montre la précarité des infrastructures scolaires de la préfecture de Koundara

- Hamdallaye : quartier populaire situé au Nord de la ville de Koundara, celui-ci abrite le nouveau marché qui a été inauguré dans les années 2000 mais dont les transactions tardent encore à s'intensifier. C'est dans ce quartier que se situe le lycée préfectoral (lycée 22 novembre 1970) ainsi que le collège préfectoral du même nom.
- École : quartier historiquement habité par les premiers habitants du centre urbain les Foulakoundas, communément appelé "Gorol" lignée masculine témoignage Foulakoundas qui assurait le patriarcat avant l'indépendance. Ce quartier abrite une école primaire de nom de « Mamadou Boiro », jeune de la garde républicaine de Guinée assassiné en 1969 dans les circonstances mystérieuses (poussé d'un hélicoptère) par les auteurs du complot (Kaman - Fodeba).
- Haute Banlieue : (kandaida Mamandjoula Mama-Nayi Kandaida Kinssan-bougou TP Loni et athiabaly) les six CRD sont divisées en 44 districts qui comptent à leur tour beaucoup de mini-arrondissements ou hameaux.

Les sous-préfectures
Elle compte 6 sous-préfectures autrefois appelées PRL (pouvoirs révolutionnaires locaux) :
1. Sareboido,
2. Sambailo,
3. Kamaby,
4. Guingan,
5. Youkounkoun (ancien chef-lieu),
6. Termessé.

### Quelques districts de Koundara
Missira, Sinthiourou kebou, Wousson, Salemata, Kaparabina, Sounkoutou, Samboilo, Sambaldé, Boundou Fourdou, Kabdikka, Sewa, Dahifa, Loni, Donghol, Wawa, Wounouwol, Dayifa, Samba Kouttan, Paounka, Madina Badiar, Kabendou, Djammehoum, Wadiatoullaye, N'doupou, Kouttan, Maroun, Sareboido, Kathiawouro, BesseWouro, Alto, Altou Saran, Kamaby, Doukourela, Sinthian Paté, Sinthian Barodi, Sinthian Hoggo, Sinthian tobo, Sinthian Bouren, Sinthian Bory, Ladina Djan, Thioupoutel, Kandoulo, Niannounkou, Daroum, Leypete, Lounguerekwé, Alkemé, Bhohere, Netere, Diamatou, Akadasso, Kinssanbougou, Mamanayi, Gadda Djoloyi, Tabadel, Kandayida, Hamdallaye, Athiabaly, Loni, Donghnol, Youkounkou, Ourak, kIdak, Ourous, Tatina, Oubagui, Ouyane, Ithiou, Panthianki, Sanka 1, Sanka 2, Angafou, Andefou, Madina Saffa, Hamdallaye, Guinguan, Thiaguisse, londal, Kiffaya, Boumehoun, Leykonin, Koubiya, Termessé, Botomelé, Waline, debhou, thiékéré, Poughar, Pourkini, Doïdoï, Diary Kounda, Woulandji, Parakankan, Boussoura, Tawourou Tanda, Lilikimi, Tilan, Bidal Yera, Kiffaya, Danini, Niornior, Mamandjoula, Barkere, Hamdallaye, Bambou, Dar salam, Tournal, Dolo Woury, Yeroba, Kouba,kamasso, etc.

## Économie
L‘agriculture et le commerce constituent les principales activités économiques de la préfecture de Koundara. Les principales cultures sont le riz (plaines de Oudaba, de Oulandji et Wanoumou), l’arachide, le maïs, le sorgho, le fonio, le mil, le manioc et le coton. On y pratique également des cultures maraîchères, dont les principaux produits sont la tomate, la laitue, le piment et l’aubergine.
Les vivrières à caractère extensif sont pratiquées partout dans la préfecture. La vocation et les rendements sont très variables d’une zone à l’autre, suivant les conditions hydriques, pédologiques et les structures agraires. Le riz et à un degré moindre le mil, l’arachide, le fonio et le mais sont les spéculations dominantes sur les grandes étendues des plaines de l’ouest et du nord-ouest. Les sols souvent cuirassés des plateaux sont peu cultivés (mil, fonio) et réservés généralement aux parcours.

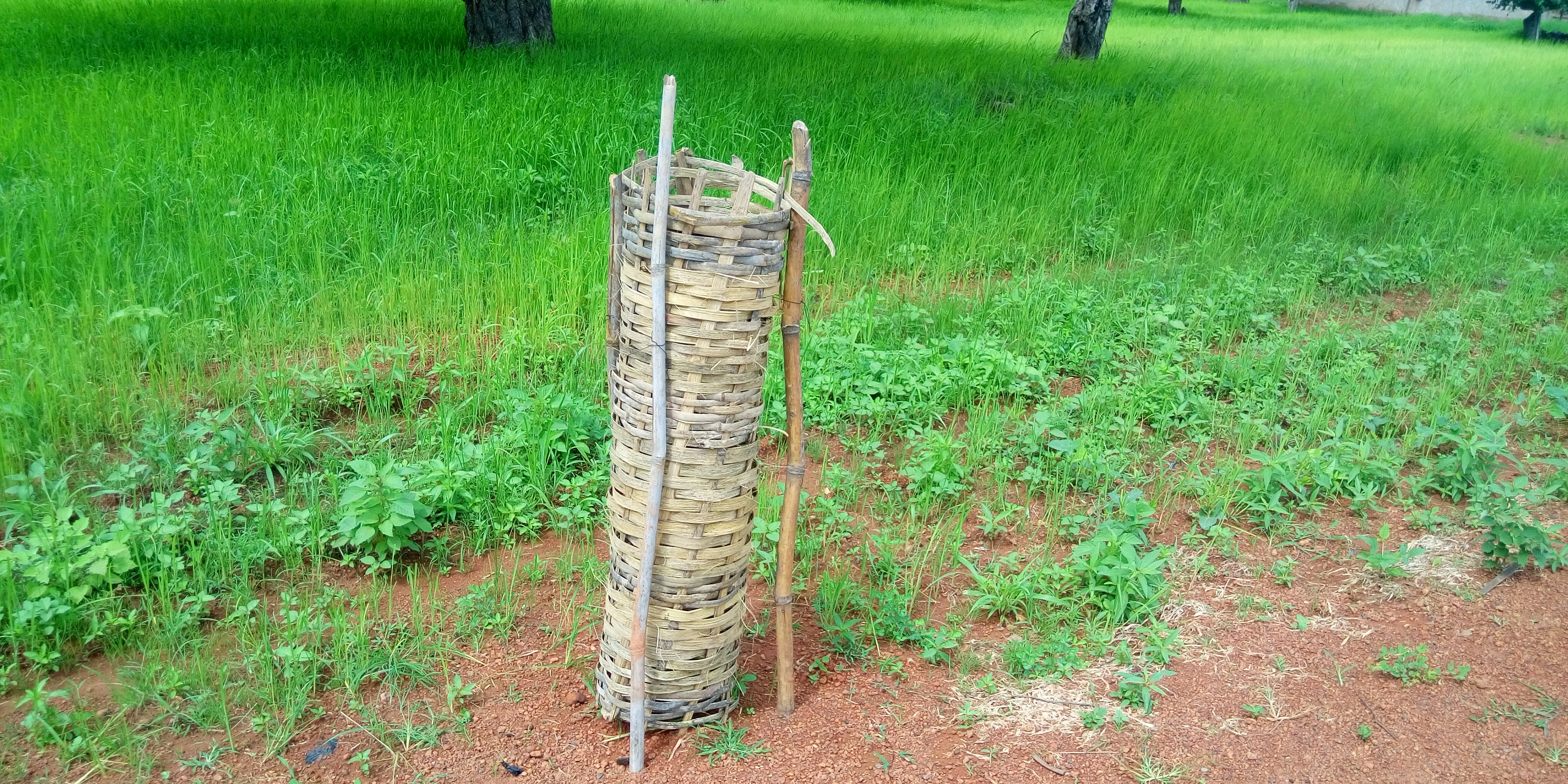
Champ de riz à Koundara en 2018

Les palmeraies naturelles (palmiste) sont exploitées par les Koniaguis de Youkounkoun pour l’extraction du vin de palme. les ronniers également produisent du vin pour la consommation locale.
Une société cotonnière (sans usine d'égrenage) a été créée dans la préfecture de Koundara en 1985. Elle a été financée par la coopération française et la société française «Développement des Agro-Industries du Sud» (Dagris).
Malgré son caractère extensif, l’élevage joue un rôle capital dans le systèmes productif, en particulier dans la zone occidentale où bon nombre d’éleveurs détiennent des troupeaux de plus de 50 têtes et effectuent des transhumances saisonnières sur de grandes distances à l’intérieur de la préfecture ou vers celle de Mali. Plus de la moitié du cheptel est concentrée dans les sous-préfectures de Saréboïdo, Sambaïlo, Guinguan et Kamaby.
Le produit artisanal typique à la préfecture de Koundara est le tam-tam (tambour), mais on y trouve également d’autres produits comme ceux de la forge (petits outillages agricoles, charrues), de la poterie, de la vannerie (nattes) et de la production de ruches. À ceux-ci s’ajoutent les produits des tailleurs, des menuisiers et des teinturiers Sarakolés et Marakas. La pêche et la chasse sont également pratiquées dans la zone.
L’élevage est axé sur la volaille, les bovins, les ovins et les caprins. Koundara est une zone potentiellement pastorale grâce à sa broussailles, ses plaines et des plateaux moins accidentés. Pour les cheptels les plus présents, nous avons la race N'dama qui est un spécimen de bœufs qui grossit plus vite et qui met bas chaque année à partir de l'âge adulte, ce qui rend la zone très convoitée.
L'activité y est industrielle (une société cotonnière, financé par la coopération française (CCCE) et par Dagris, créée en 1985, sans usine d'égrenage).

### Autres lieux
- Le Grand Hôtel Boiro est complètement délabré mais, selon le gérant, en perspective de rénovation. Dans cet hôtel existent une boîte de nuit, une terrasse et une place d'amphithéâtre.
- L'Hôtel Gangan
- L’Hôtel Nafaya (hôtel fermé) qui disposait d’une adduction d’eau, d’une salle de spectacle et d’une boîte de nuit alimentée par un groupe électrogène.
- L'hôtel de Sambailo, les boîtes de nuit, Hôtel Boiro, Nirvana, Sambailo, Air Guinée, Bafana Bafana qui ne fonctionne plus Kadji Kadji (fermé depuis les années 2000.

### Gastronomie
Dans chacun de ces réceptifs gastronomiques sont offerts des plats variés, comme le riz et le fonio avec sauce à feuille, sauce d’arachide ou sauce de tomate. Certains font du poulet, de la viande et d’autres spécialités sur commande.

## Tourisme

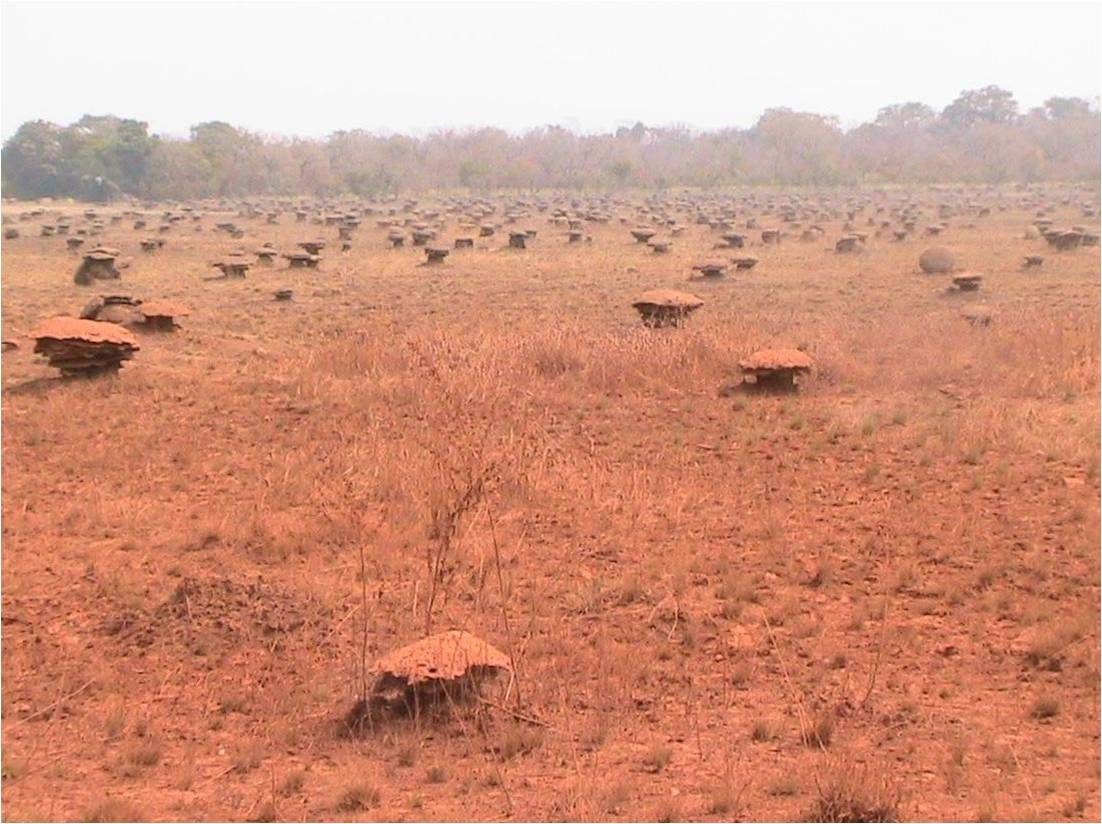
Champ de fourmilières dans la savane près de Koundara (2013).

Le tourisme reste encore un secteur peu connu dans la préfecture de Koundara. Pourtant, quelques sites touristiques non négligeables existent, à savoir :
- Le Parc National de Niokolo Badiar: une aire zoologique de valeur autrement fois appelé Complexe Écologique Niokolo Badiar devint en 1994 le Parc National Niokolo Badiar couvre une superficie de 43.860 Hectares repartis en deux zones (Zone Intégrale : 36.230 Ha et zone de Tampon 7.630 Ha). Le parc national du Badiar avait des centaines de milliers d'animaux sauvages et d'oiseaux. Autrefois, les élèves partaient en excursion pour regarder les animaux sauvages dans leur état naturel mais aujourd'hui la destruction de la biodiversité oblige certains spécimens à migrer dans les parcs voisins du Sénégal et du Mali. Les spécimens rencontrés sont entre autres : les singes ou les cynocéphales, les phacochères, les Guibs, les cynocéphales à flancs roux, les hyènes, les antilopes, les lycaons (chiens sauvages), les zèbres, les cobes de Buffon, les cobes defassa, les hippotragues, les buffles, quelques lions, sans oublier les oiseaux en grands nombres.
- La plage Assalamalékou : C’est une véritable bande de graviers fins soigneusement tapis le long de la Koliba, fleuve entre Gaoual et Koundara. C’est aussi une zone de repris et de plaisir, mais son accès est très difficile faute d’aménagement.
- La plage Inguinor : C’est aussi une immense couche de sable fin le long de la Koliba.
- Les plages Djourdé et Mayahoun : Dans la forêt de la sous-préfecture de Saraboido, les jeunes des villages de la localité y font leurs retraits pour se baigner.
- Le site Tamou-Tamou de Marou : Un site où existent sur les roches les traces des hommes et des animaux d’une époque lointaine. Les habitants font comprendre qu’on ne connaît pas la période pendant laquelle ces traces ont pris leurs origines. On ne dispose pas d’études scientifiques afférentes. Dans le même site existe le Facékotö, ancienne piste du roi Alpha Yaya pour se rendre en Guinée-Bissau.
- Le Koulountou petit et grand : endroit situé à 7 km de la ville. C'est là que les jeunes gens passaient leurs journées à faire de la lessive pendant plusieurs années jusqu'au 11 mai généralement. À noter que cette histoire s'est arrêtée avec l'addition d'eau de la SEG dans les années 2000.
- D’autres sites intéressants existent dans la préfecture, mais ils sont moins connus, à savoir le site des abeilles de Allontènè à Ityou (Youkounkoun), la mare sacrée d’Akana (Saréboido), le mausolée d’Allotènè à Ityou, les falaises de Badiar, les vestiges d’artillerie coloniale à Youkounkoun et tant d'autres.

## Sports
Chaque quartier compte un ou plusieurs clubs de football :
1. Le FC Allah Waly autrefois les Teneurs du Badiar
2. Le FC Ibro Dramé
3. Le FC Hirondelle autrefois FC Camp M'Ballia
4. Le FC Espoir du Badiar
5. Le FC Esperance du Badiar
6. Le FC Olympique autrefois appelé FC Memes Tailles
7. Le FC Lions de Hafia
8. Le FC Reotra

Sans oublier les équipes sous préfectorales qui assistaient annuellement au tournoi préfectoral.

### Vie associative
Parmi les associations et ONG les plus remarquables, peuvent être cités entre autres :
- Le COJERREK ou Conseil des Jeunes ressortissants et résidents de Koundara (Le « Conseil des Jeunes Ressortissants et Résidents de Koundara » c'est une organisation non gouvernementale à but non lucratif dont l’objectif principal est de promouvoir le développement communautaire durable à travers la promotion d'une meilleure éducation à la base, la bonne gouvernance locale, la promotion de la santé communautaire et la protection de l’environnement. Cette dernière basée sur des campagnes de protection de reboisement et de sensibilisation au niveau local. Il est composé des jeunes ressortissants de la commune urbaine de Koundara et des six sous-préfectures, elle est une organisation largement représentative et est également composée essentiellement des Jeunes, des Hommes et des Femmes, tantôt ressortissants tantôt résidents de la préfecture de Koundara ainsi que des personnes de bonne volonté partageant cet idéal. Dans sa lutte contre la déforestation ainsi que dans celle de la protection de l'environnement, le conseil des jeunes se voit obligé d'agir pour préserver les acquis restants et promouvoir l'extension végétale sur les zones déjà affectées. Il se voit dans l'obligation immédiate de mener des actions sur le terrain pour changer à long terme les effets climatiques déjà ressentis par les populations de Koundara. Une lutte non pas pour arrêter uniquement la coupe mais pour la structurer et favoriser le remplacement efficient et immédiat des arbres coupés de la brousse tout en augmentant le nombre d'arbres dans la zone.

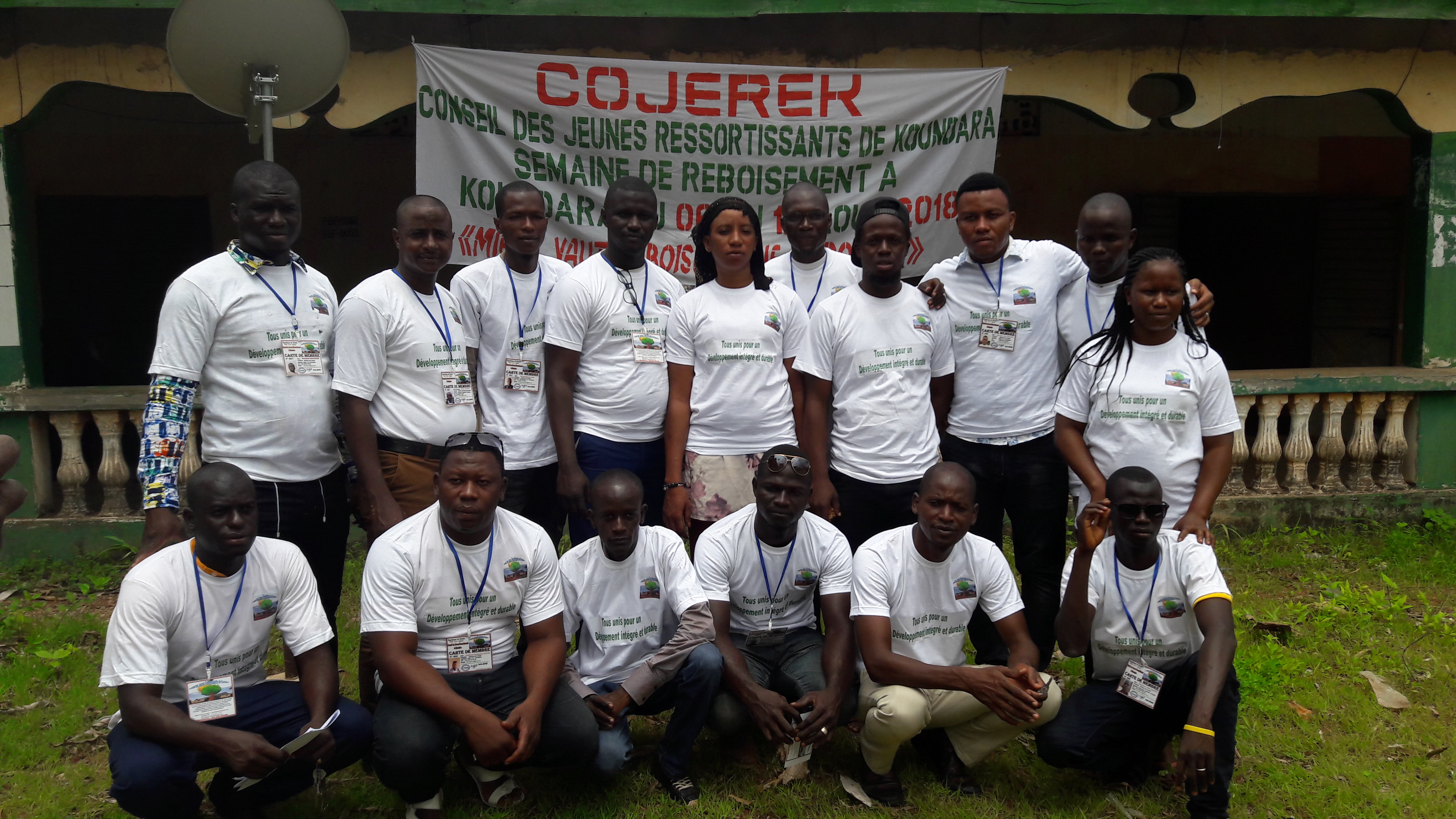
Maison des Jeunes de Koundara, COJEREK
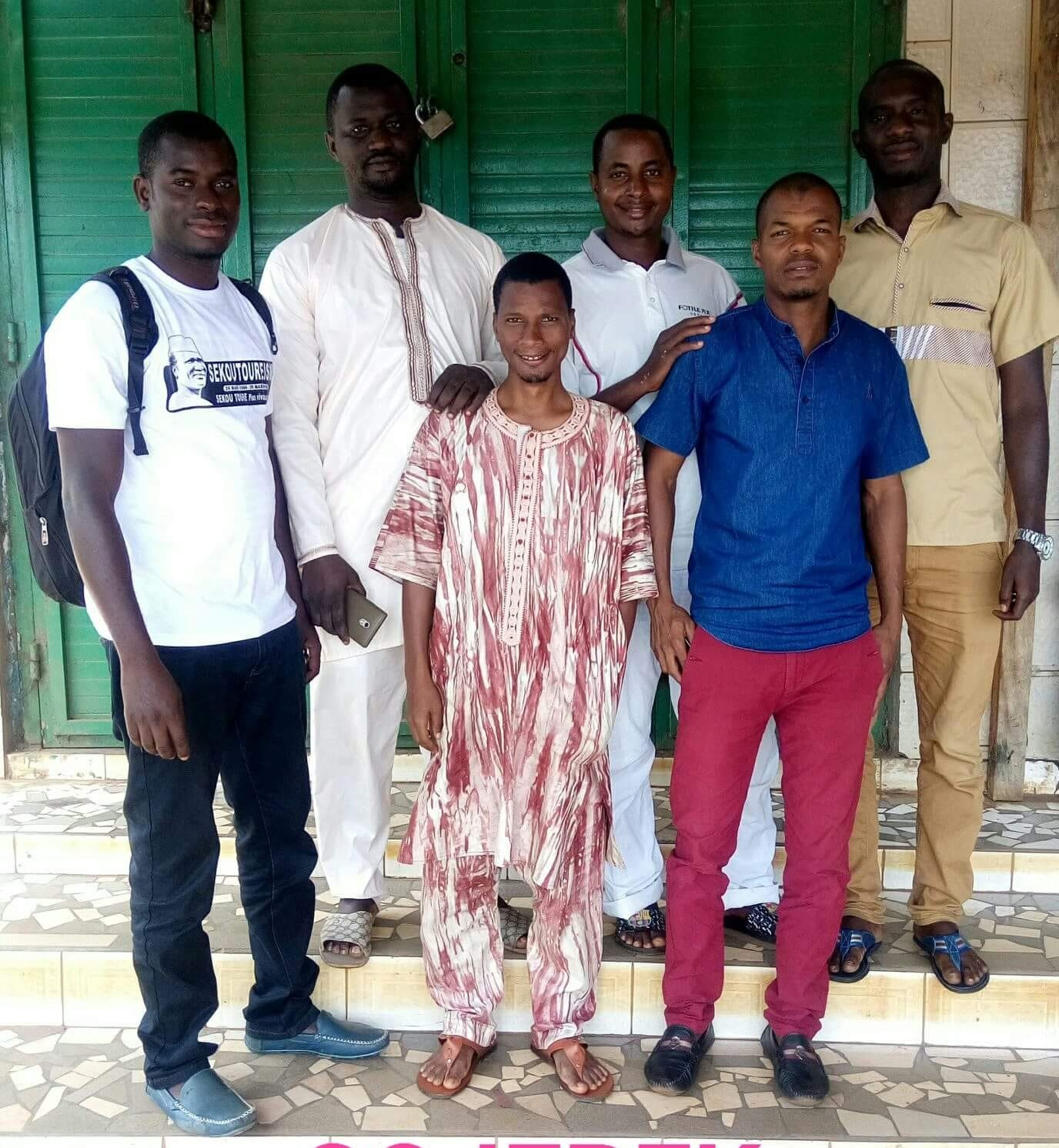
Réunion restreinte du COJERREK portant sur un projet de reboisement de 250.000 plantes 2018
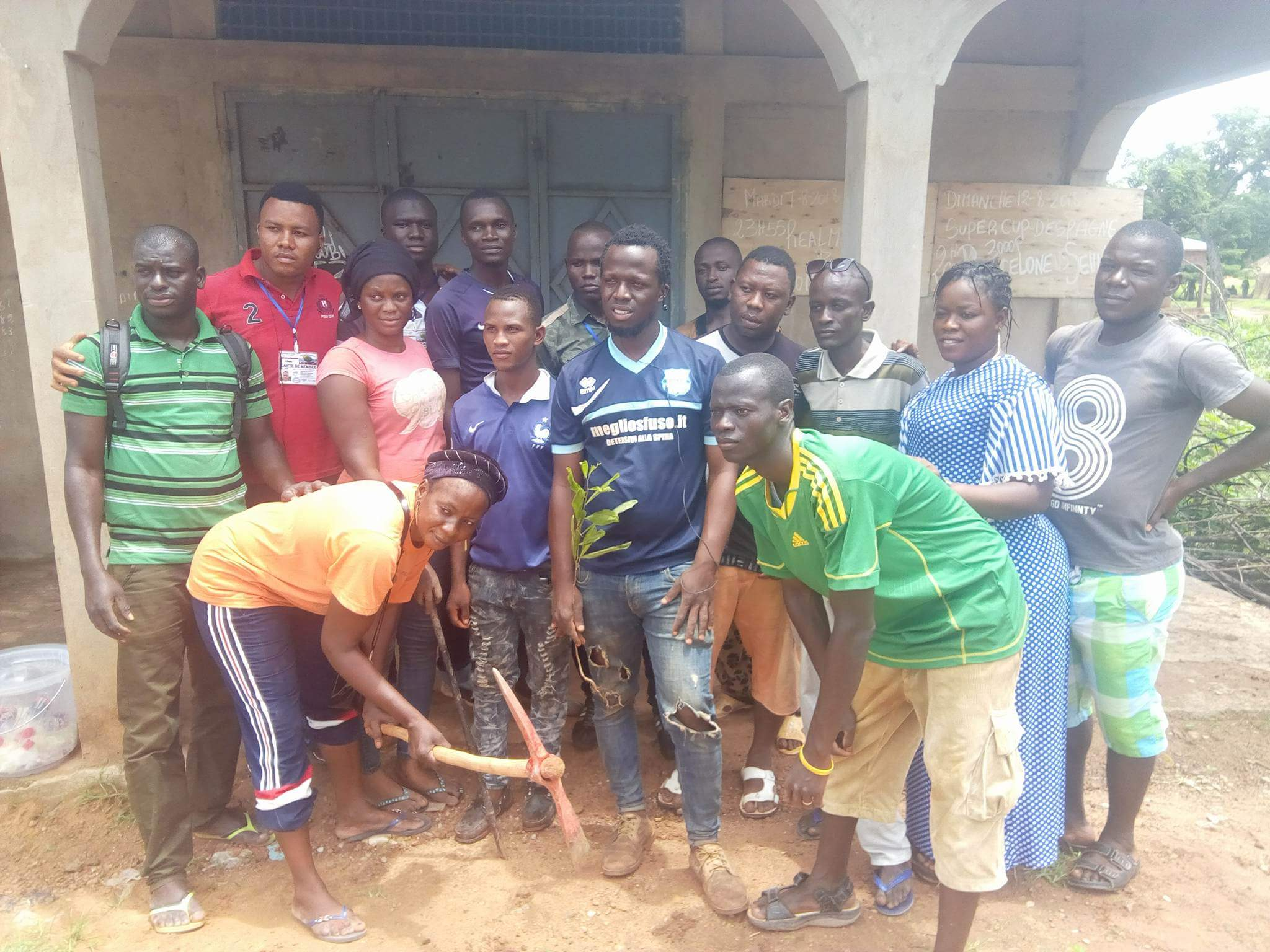
Cette image montre des membres et volontaires du COJERREK

- L'AJEPROː Association des Jeunes pour le Progres de Koundara
- L'ONG-VGDː Volontaires Guinéens pour le Développement